# Vers-sur-Selle
Vers-sur-Selle és un municipi francès situat al departament del Somme i a la regió dels Alts de França. L'any 2007 tenia 681 habitants.

## Demografia

### Població

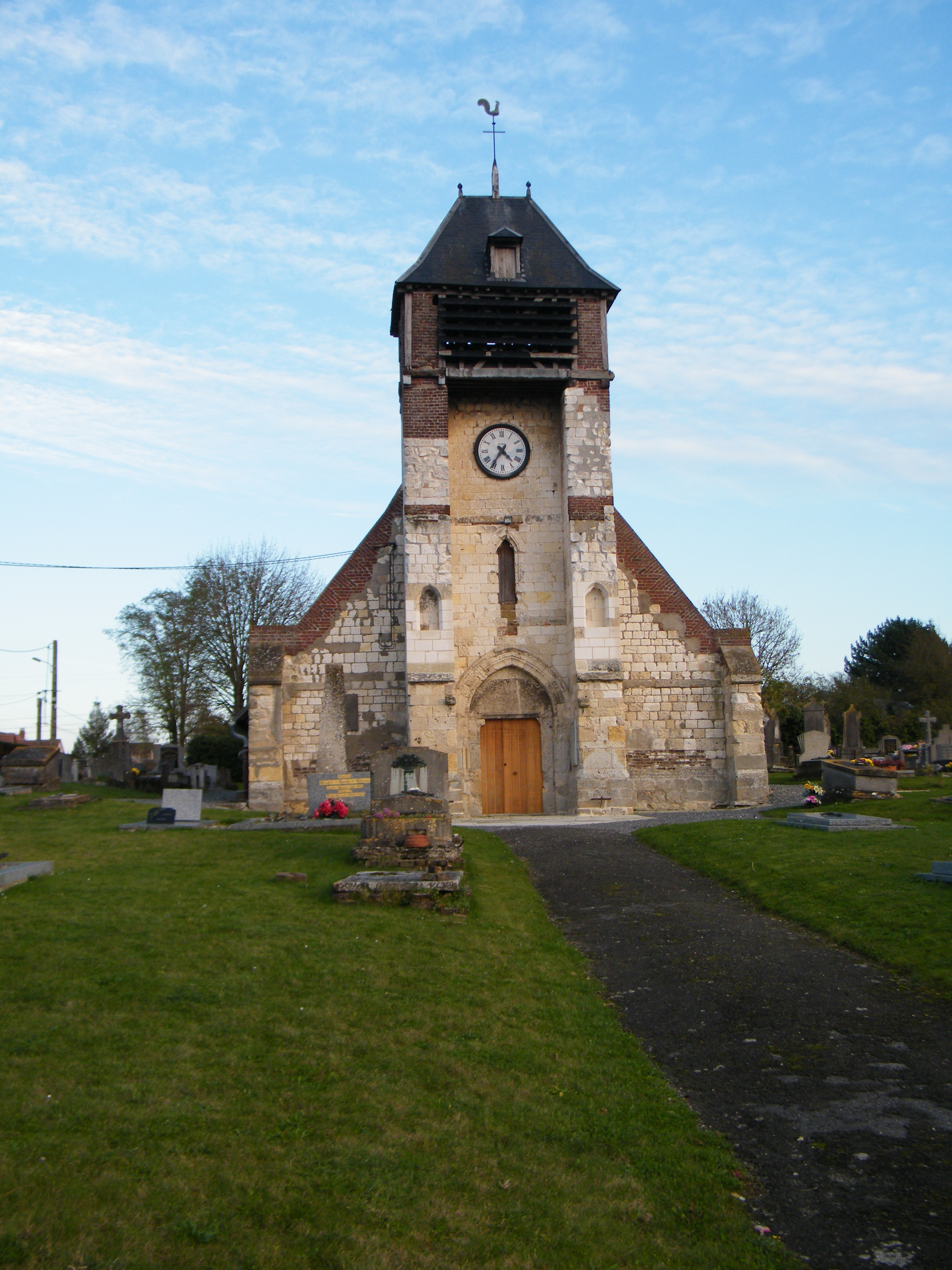

El 2007 la població de fet de Vers-sur-Selle era de 681 persones. Hi havia 267 famílies de les quals 51 eren unipersonals (20 homes vivint sols i 31 dones vivint soles), 98 parelles sense fills, 98 parelles amb fills i 20 famílies monoparentals amb fills.
La població ha evolucionat segons el següent gràfic:
Habitants censats

### Habitatges
El 2007 hi havia 286 habitatges, 273 eren l'habitatge principal de la família, 2 eren segones residències i 12 estaven desocupats. 284 eren cases i 3 eren apartaments. Dels 273 habitatges principals, 243 estaven ocupats pels seus propietaris, 20 estaven llogats i ocupats pels llogaters i 10 estaven cedits a títol gratuït; 4 tenien dues cambres, 30 en tenien tres, 63 en tenien quatre i 176 en tenien cinc o més. 215 habitatges disposaven pel capbaix d'una plaça de pàrquing. A 111 habitatges hi havia un automòbil i a 142 n'hi havia dos o més.

### Piràmide de població

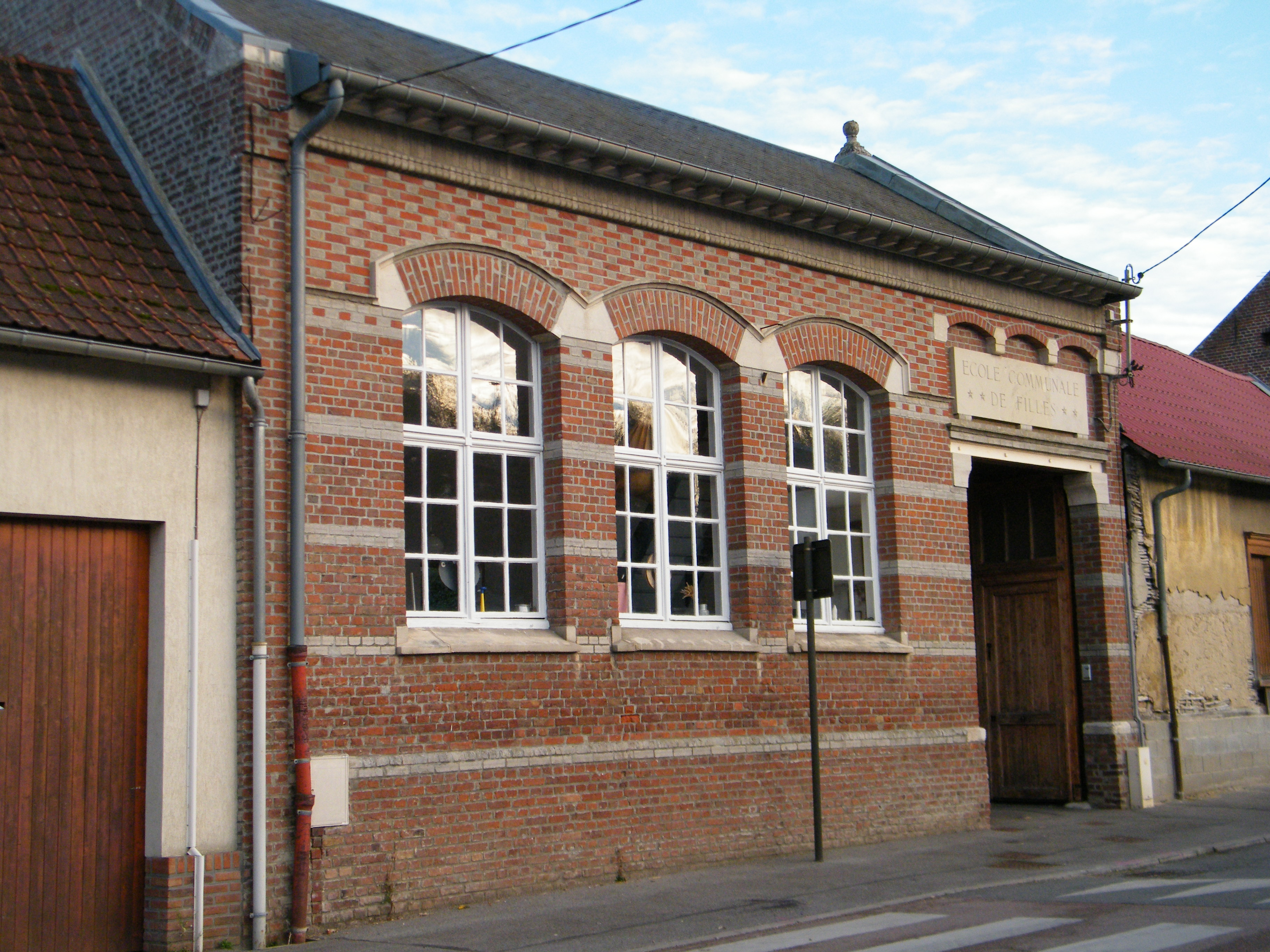

La piràmide de població per edats i sexe el 2009 era:
| Homes | Edats   | Dones |
| ----- | ------- | ----- |
| 0     | 95 o +  | 0     |
| 0     | 90 a 94 | 0     |
| 0     | 85 a 89 | 4     |
| 4     | 80 a 84 | 4     |
| 8     | 75 a 79 | 4     |
| 28    | 70 a 74 | 32    |
| 12    | 65 a 69 | 12    |
| 24    | 60 a 64 | 28    |
| 20    | 55 a 59 | 24    |
| 24    | 50 a 54 | 32    |
| 40    | 45 a 49 | 52    |
| 24    | 40 a 44 | 16    |
| 28    | 35 a 39 | 12    |
| 20    | 30 a 34 | 36    |
| 20    | 25 a 29 | 28    |
| 24    | 20 a 24 | 12    |
| 20    | 15 a 19 | 12    |
| 20    | 10 a 14 | 32    |
| 48    | 5 a 9   | 24    |
| 20    | 0 a 4   | 20    |

## Economia

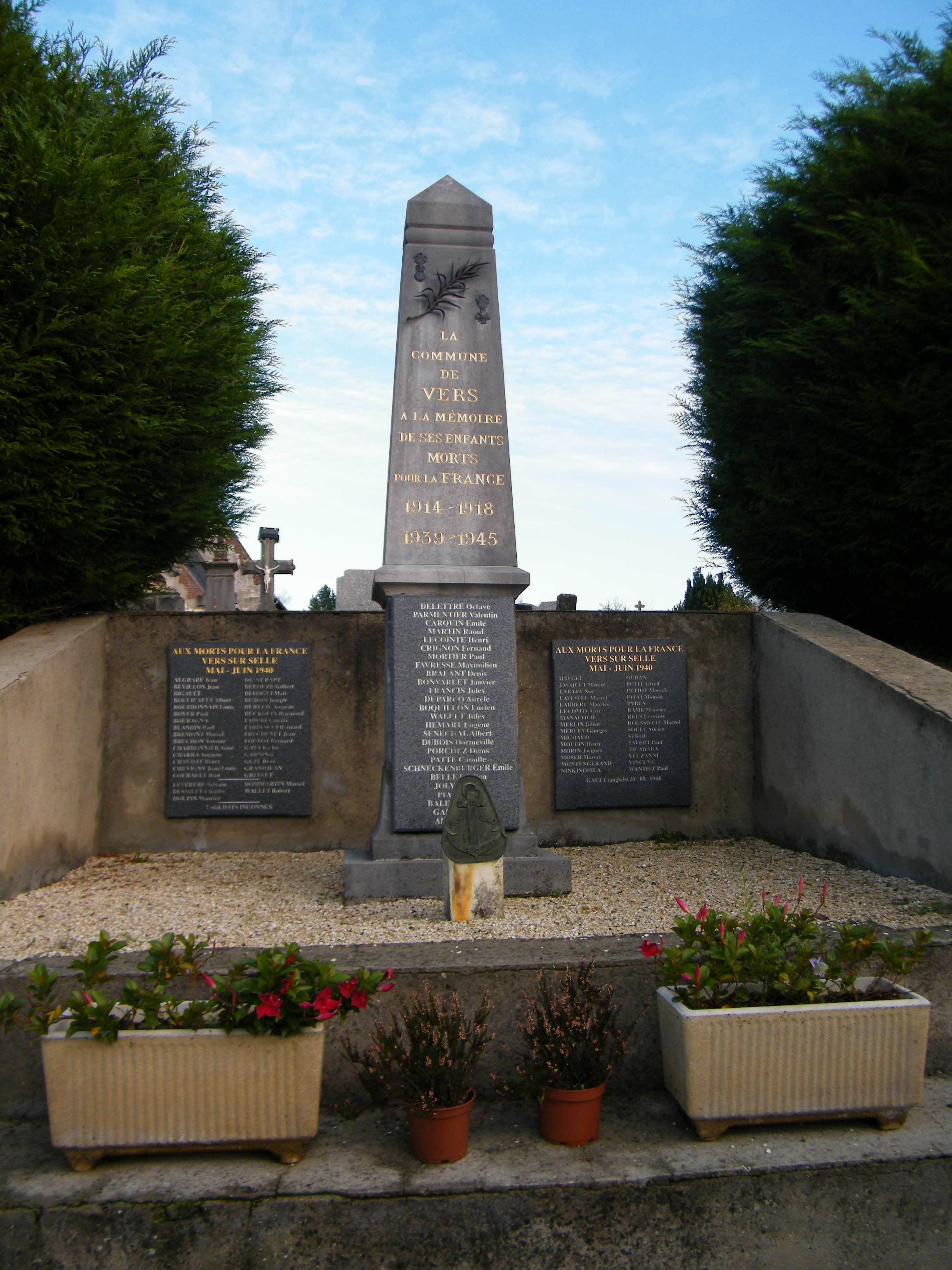

El 2007 la població en edat de treballar era de 441 persones, 305 eren actives i 136 eren inactives. De les 305 persones actives 288 estaven ocupades (148 homes i 140 dones) i 18 estaven aturades (10 homes i 8 dones). De les 136 persones inactives 62 estaven jubilades, 44 estaven estudiant i 30 estaven classificades com a «altres inactius».

### Ingressos
El 2009 a Vers-sur-Selle hi havia 290 unitats fiscals que integraven 719 persones, la mediana anual d'ingressos fiscals per persona era de 23.358 €.

### Activitats econòmiques
Dels 13 establiments que hi havia el 2007, 1 era d'una empresa alimentària, 3 d'empreses de construcció, 3 d'empreses de comerç i reparació d'automòbils, 1 d'una empresa d'hostatgeria i restauració, 1 d'una empresa immobiliària, 1 d'una empresa de serveis i 3 d'entitats de l'administració pública.
Dels 3 establiments de servei als particulars que hi havia el 2009, 1 era un paleta, 1 guixaire pintor i 1 electricista.
L'únic establiment comercial que hi havia el 2009 era una fleca.
L'any 2000 a Vers-sur-Selle hi havia 4 explotacions agrícoles que ocupaven un total de 372 hectàrees.

## Equipaments sanitaris i escolars
El 2009 hi havia una escola elemental integrada dins d'un grup escolar amb les comunes properes formant una escola dispersa.

## Poblacions més properes
El següent diagrama mostra les poblacions més properes.